# Кендел Гийрс
Кендел Гийрс (на английски: Kendell Geers) е южноафрикански художник, пърформър, музикант и кинорежисьор. През 1993 г. на биеналето във Венеция Кендел Гийрс променя датата си на раждане на май 1968 година. През същата година, във Венеция, Гийрс става международно известен, след като уринира в писоара на Марсел Дюшан. Прави изложби навсякъде по света включително Документа, Биеналето в Хавана, Биеналето в Истанбул, Биеналето в Тайпе, Биеналето в Лион. Прави самостоятелни изложби в CCA Синсинати, Музея за съвременно изкуство в Гент, Балтийския център за съвременно изкуство, Музея за изкуства в Аспен и в САС в Лион.